# Сергей Амосов
Вижте пояснителната страница за други личности с името Амосов.
Сергей Николаевич Амосов е руски живописец, акварелист, передвижник, майстор на пейзажа.

## Биография
Роден е на 5 юни 1837 г. в Москва, в семейство от средната класа. Баща му е съдебен съветник и търговец. Момчето проявява интерес към рисуването много рано. Първо започва обучение в Строгановското училище, а след това продължава в Московското училище за живопис, скулптура и архитектура, където един от преподавателите му е Алексей Саврасов. Учителят цени Амосов и неговия талант и отделя много от личното си време за допълнителна работа с него.
През 1863 г. е удостоен от Императорската художествена академия с малък сребърен медал за един акварелен пейзаж. На следващата година, при завършване на училището, получава званието некласен (свободен) художник. През 1869 г. получава званието класен художник ІІІ степен за картината си „Влизане в село Кутузово след дъжд“, на следващата година – ІІ степен за „Краят на гора в околностите на Москва“ и накрая – през 1872 получава І степен за картината си „Полтавско поле“. От 1879 г. е преподавател по акварел в училището, което завършва.
Амосов живее в Москва и се занимава с живопис, акварел и литография. Става член на обществото на передвижниците през 1871 г., веднага след неговото създаване. Взима дейно участие в живота му, в организирането на изложби на членовете му и прави много за популяризиране на руската живопис в обществото. В периода 1871 – 1886 на тези изложби показва 17 пейзажа и няколко етюда. Между 1869 и 1886 излага картини в залите на Императорската художествена академия. От 1866 г. става член на Московското общество на любителите на изкуствата и с прекъсвания взима участие и в техните изложби.
През 1873, заедно с Василий Перов, пътува в Самара, Оренбург, Уралск, Гурев (днес Атърау), Астрахан, Царицин (днес Волгоград). От това пътешествие двамата художници донасят много рисунки, скици и етюди.
Сергей Амосов умира на 15 ноември 1886 г. в Москва, навършил едва 49 години. Погребан е в родния си град.

## Творчество
Картините на Амосов са ценени не само заради неговото майсторство, но и заради явно проявената в тях любов към родната природа. Едни от най-популярните му произведения са „Дърво край ручей“ (1859), „Барки на реката“ (1868), „Горска поляна“ (1869), „Есен“ (1871), „Пред буря“ (1874), „Брегът на Урал близо до Оренбург“ (1874), „Оренбургска степ“ (1875), „Брегът на Ока в Рязанска губерния“ (1876), „Рибар на брега“ (1879), „Пейзаж с мелница“ (1884), „Ока. Пясъчен бряг“ (1885), „Мост“ (1886).
Художникът не принадлежи към най-ярките звезди на руската пейзажна живопис, но неговото творчество заема сериозно място в развитието на руския реалистичен пейзаж. Негови портрети са рисувани от Алексей Колесов (1874) и Николай Ярошенко. Картини на Амосов са изложени в Третяковската галерия и в експозициите на музеи в Таганрог, Чебоксари, Ташкент и др.
- Две момичета на поляната (1867)
- Барки на реката (1868)
- Горска поляна (1869)
- Пред буря (1874)
- Рибар на брега (1879)
- Мост (1886)